# Chặng đua MotoGP Emilia Romagna 2020
Chặng đua MotoGP Emilia Romagna 2020 (tên chính thức 2020 Gran Premio TISSOT dell'Emilia Romagna e della Riviera di Rimini) là chặng đua thứ 7 của mùa giải MotoGP 2020. Chặng đua được tổ chức ở trường đua  Misano World Circuit Marco Simoncelli, Italia từ ngày 18 đến 20 tháng 09 năm 2020. Người chiến thắng là Maverick Vinales của đội đua Yamaha.

## Bối cảnh
Đây là chặng đua được bổ sung vào lịch thi đấu sau khi một số chặng đua khác bị hủy vì đại dịch covid-19.

## Diễn biến chính
Maverick Vinales xuất phát từ vị trí pole và anh đã dẫn đầu cho đến vòng 5 thì bị Francesco Bagnaia vượt. Đến vòng 20 thì Bagnaia lại để ngã xe, nhờ đó Vinales trở lại vị trí dẫn đầu và giành chiến thắng đầu tiên trong mùa.
Pol Espargaro là người thường chạy sau Vinales, ở những vòng cuối thì anh bị Joan Mir và Fabio Quartararo vượt nên chỉ cán đích ở vị trí thứ 4. Nhưng được đôn lên vị trí thứ 3 do Quartararo bị phạt 3 giây.
Đây là cuộc đua có nhiều tay đua bỏ cuộc, chỉ có 13 tay đua ghi được điểm số.
Sau chặng đua Andrea Dovizioso vẫn dẫn đầu BXH với 84 điểm.

## Kết quả
| Stt                         | Số xe | Tay đua           | Xe      | Lap | Thời gian       | Xuất phát | Điểm |
| --------------------------- | ----- | ----------------- | ------- | --- | --------------- | --------- | ---- |
| 1                           | 12    | Maverick Viñales  | Yamaha  | 27  | 41:55.846       | 1         | 25   |
| 2                           | 36    | Joan Mir          | Suzuki  | 27  | +2.425          | 11        | 20   |
| 3                           | 44    | Pol Espargaró     | KTM     | 27  | +4.528          | 4         | 16   |
| 4                           | 20    | Fabio Quartararo  | Yamaha  | 27  | +6.419          | 3         | 13   |
| 5                           | 88    | Miguel Oliveira   | KTM     | 27  | +7.368          | 15        | 11   |
| 6                           | 30    | Takaaki Nakagami  | Honda   | 27  | +11.139         | 12        | 10   |
| 7                           | 73    | Álex Márquez      | Honda   | 27  | +11.929         | 17        | 9    |
| 8                           | 4     | Andrea Dovizioso  | Ducati  | 27  | +13.113         | 10        | 8    |
| 9                           | 21    | Franco Morbidelli | Yamaha  | 27  | +15.880         | 8         | 7    |
| 10                          | 9     | Danilo Petrucci   | Ducati  | 27  | +17.682         | 9         | 6    |
| 11                          | 5     | Johann Zarco      | Ducati  | 27  | +23.144         | 14        | 5    |
| 12                          | 42    | Álex Rins         | Suzuki  | 27  | +24.962         | 18        | 4    |
| 13                          | 38    | Bradley Smith     | Aprilia | 27  | +30.008         | 19        | 3    |
| Ret                         | 27    | Iker Lecuona      | KTM     | 24  | Accident        | 13        |      |
| Ret                         | 63    | Francesco Bagnaia | Ducati  | 20  | Accident        | 5         |      |
| Ret                         | 46    | Valentino Rossi   | Yamaha  | 15  | Accident Damage | 7         |      |
| Ret                         | 53    | Tito Rabat        | Ducati  | 12  | Accident        | 20        |      |
| Ret                         | 43    | Jack Miller       | Ducati  | 7   | Power Loss      | 2         |      |
| Ret                         | 33    | Brad Binder       | KTM     | 3   | Accident        | 6         |      |
| Ret                         | 41    | Aleix Espargaró   | Aprilia | 0   | Accident Damage | 16        |      |
| DNS                         | 6     | Stefan Bradl      | Honda   |     | Did not start   |           |      |
| OFFICIAL MOTOGP RACE REPORT |       |                   |         |     |                 |           |      |

Nguồn: Trang chủ MotoGP

## BXH sau chặng đua

### MotoGP
|   | Stt | Tay đua           | Điểm |
| - | --- | ----------------- | ---- |
|   | 1   | Andrea Dovizioso  | 84   |
|   | 2   | Fabio Quartararo  | 83   |
| 2 | 3   | Maverick Viñales  | 83   |
|   | 4   | Joan Mir          | 80   |
| 2 | 5   | Franco Morbidelli | 64   |

|  | Stt | Xưởng đua | Điểm |
|  | --- | --------- | ---- |
|  | 1   | Yamaha    | 138  |
|  | 2   | Ducati    | 115  |
|  | 3   | KTM       | 104  |
|  | 4   | Suzuki    | 93   |
|  | 5   | Honda     | 63   |

|   | Stt | Đội đua                      | Điểm |
| - | --- | ---------------------------- | ---- |
|   | 1   | Petronas Yamaha SRT          | 147  |
|   | 2   | Monster Energy Yamaha MotoGP | 141  |
| 1 | 3   | Team Suzuki Ecstar           | 124  |
| 1 | 4   | Ducati Team                  | 115  |
| 1 | 5   | Red Bull KTM Factory Racing  | 110  |